# Królestwo Czech na Letnich Igrzyskach Olimpijskich 1912
Reprezentacja Królestwa Czech na Letnich Igrzyskach Olimpijskich 1912 liczyła 43 zawodników (wyłącznie mężczyzn): 42 w konkurencjach sportowych i jednego w olimpijskim konkursie sztuki i literatury. Reprezentacja ta miała swoich przedstawicieli w 8, spośród 16 rozgrywanych dyscyplin. Chorążym reprezentacji był tenisista Jiří Kodl, dla którego był to jedyny występ na igrzyskach. Najmłodszym reprezentantem kraju był 17-letni kolarz szosowy Bohumil Rameš, a najstarszym 43-letni szermierz Vilém Goppold von Lobsdorf. Czesi nie zdobyli podczas igrzysk żadnego medalu.
Start reprezentacji Królestwa Czech na Letnich Igrzyskach Olimpijskich 1912 był jej trzecim i zarazem ostatnim startem na igrzyskach olimpijskich. Podczas kolejnych igrzysk niektórzy z reprezentantów startowali w ekipie Czechosłowacji. Najlepszy wynik indywidualnie osiągnął tenisista Ladislav Žemla zajmując czwarte miejsce w turnieju singlowym mężczyzn oraz czwarte miejsce w turnieju deblowym w parze z Jaroslavem Justem.

## Statystyki według dyscyplin
Spośród szesnastu dyscyplin sportowych, które Międzynarodowy Komitet Olimpijski włączył do kalendarza igrzysk, reprezentacja Królestwa Czech wzięła udział w ośmiu. Najliczniejszą reprezentację Królestwo Czech wystawiło w szermierce, gdzie wystąpiło trzynastu zawodników. Jeden zawodnik brał udział w dwóch dyscyplinach.
| Lp | Sport                                  | Zawodnicy |
| -- | -------------------------------------- | --------- |
| 1  | Szermierka                             | 13        |
| 2  | Lekkoatletyka                          | 11        |
| 3  | Tenis ziemny                           | 8         |
| 4  | Kolarstwo                              | 5         |
| 5  | Zapasy                                 | 4         |
| 6  | Gimnastyka                             | 1         |
| 6  | Wioślarstwo                            | 1         |
| 6  | Olimpijski konkurs sztuki i literatury | 1         |

## Konkurencje

### Gimnastyka
Królestwo Czech w gimnastyce reprezentował jeden mężczyzna. Bohumil Honzátko wystartował w jednej konkurencji – wieloboju indywidualnym. Był to jego drugi, a zarazem ostatni start w konkurencjach gimnastycznych na igrzyskach. Zdobywając 91,25 punktów, co dało 36. miejsce, wyrównał w ten sposób swoje osiągnięcie sprzed czterech lat, gdzie zajął to samo miejsce w tej samej konkurencji.

#### Zawodnicy
- Bohumil Honzátko[4]

| Wydarzenie             | Zawodnik         | Drążek | Drążek  | Poręcze | Poręcze | Kółka  | Kółka   | Koń z łękami | Koń z łękami | Klas. końcowa | Klas. końcowa |
| Wydarzenie             | Zawodnik         | Punkty | Miejsce | Punkty  | Miejsce | Punkty | Miejsce | Punkty       | Miejsce      | Punkty        | Miejsce       |
| ---------------------- | ---------------- | ------ | ------- | ------- | ------- | ------ | ------- | ------------ | ------------ | ------------- | ------------- |
| Wielobój indywidualnie | Bohumil Honzátko | 17,00  | 41.     | 25,00   | 39.     | 25,50  | 35.     | 23,75        | 29.          | 91,25         | 36.           |

### Kolarstwo
Królestwo Czech w kolarstwie reprezentowało pięciu mężczyzn. Wszyscy brali udział w dwóch konkurencjach. W wyścigu indywidualnym (dystans: 315,4 km) najlepszy rezultat uzyska najmłodszy z kolarzy Bohumil Rameš, który z czasem 12:20:12.2 s. zdobył 63. miejsce. Jego rezultat jest najlepszym wynikiem w historii startów kolarzy z Królestwa Czech na igrzyskach olimpijskich. W tej konkurencji Václav Tintěra oraz Bohumil Kubrycht zajęli odpowiednio 87. i 88. miejsce, natomiast Jan Vokoun i František Kundert nie ukończyli wyścigu. Jedynie pierwszy i ostatni z wymienionych startowali później na igrzyskach. W zawodach drużynowych ekipa nie ukończyła wyścigu.

#### Zawodnicy
- Bohumil Rameš
- Václav Tintěra
- Bohumil Kubrycht
- Jan Vokoun
- František Kundert[4]

| Konkurencja         | Zawodnik                                                                   | Klas. końcowa | Klas. końcowa |
| Konkurencja         | Zawodnik                                                                   | Czas          | Miejsce       |
| ------------------- | -------------------------------------------------------------------------- | ------------- | ------------- |
| Wyścig indywidualny | Bohumil Rameš                                                              | 12:20:12.2    | 63.           |
| Wyścig indywidualny | Václav Tintěra                                                             | 14:10:34.6    | 87.           |
| Wyścig indywidualny | Bohumil Kubrycht                                                           | 14:11:21.0    | 88.           |
| Wyścig indywidualny | Jan Vokoun                                                                 | DNF           | DNF           |
| Wyścig indywidualny | František Kundert                                                          | DNF           | DNF           |
| Wyścig drużynowy    | Bohumil Rameš Václav Tintěra Bohumil Kubrycht Jan Vokoun František Kundert | DNF           | DNF           |

### Lekkoatletyka
Królestwo Czech w lekkoatletyce reprezentowało 11 zawodników. Wystartowali w 10 konkurencjach. W biegu na dystansie 100 metrów walczyło trzech zawodników: Bedřich Vygoda, Ladislav Jiránek-Strana i Václav Labík-Gregan, jednak jedynie pierwszy z nich zakwalifikował się do półfinału. Ostatni z wymienionych stumetrowców wystartował także na dystansach 200 i 400 metrów, lecz podobnie jak na dystansie najkrótszym, nie wywalczył miejsca w wyścigach półfinałowych. Na dystansach średniodystansowych, w wyścigu na 800 metrów konkurował Zdeněk Městecký. Nie ukończył on jednak biegu eliminacyjnego. Na dystansach długich Czechy reprezentowało czterech zawodników. Vladimír Penc wystartował w wyścigu na 10 000 metrów, w którym nie przeszedł etapu eliminacyjnego, a także w maratonie, którego nie ukończył. Z identycznym skutkiem zakończył się bieg maratoński dla Františka Slavíka i Bohumila Honzátko (startującego także w konkurencjach gimnastycznych). Jedynym reprezentantem Królestwa Czech w chodzie był Rudolf Richter. Wystartował w chodzie na 10 kilometrów, lecz nie ukończył dystansu. W konkurencjach technicznych kraj reprezentowali trzej zawodnicy. W skoku o tyczce Jindřich Jirsák zajął 23. miejsce. W rzucie dyskiem wystartowało dwóch zawodników: Miroslav Šustera zajął 38. miejsce, a František Janda-Suk – 17. miejsce. Obaj startowali wcześniej reprezentowali Czechy na igrzyskach olimpijskich. Šustera brał udział w konkurencjach zapaśniczych i lekkoatletycznych w 1908 roku na igrzyskach w Londynie, a Janda-Suk był wicemistrzem w rzucie dyskiem z igrzysk w Paryżu. Drugi z wymienionych wystartował także w pchnięciu kulą, gdzie zajął 15. miejsce.

#### Zawodnicy
- Bedřich Vygoda
- Ladislav Jiránek-Strana
- Václav Labík-Gregan
- Zdeněk Městecký
- Vladimír Penc
- František Slavík
- Bohumil Honzátko
- Rudolf Richter
- Jindřich Jirsák
- Miroslav Šustera
- František Janda-Suk[4]

| Wydarzenie       | Zawodnik                | Eliminacje | Eliminacje         | Półfinały       | Półfinały        | Finały          | Finały          |
| Wydarzenie       | Zawodnik                | Wynik      | Miejsce            | Wynik           | Miejsce          | Wynik           | Miejsce         |
| ---------------- | ----------------------- | ---------- | ------------------ | --------------- | ---------------- | --------------- | --------------- |
| Bieg na 100 m    | Bedřich Vygoda          | nieznany   | 2. w swoim biegu Q | nieznany        | 3. w swoim biegu | → Nie awansował | → Nie awansował |
| Bieg na 100 m    | Ladislav Jiránek-Strana | nieznany   | 5-6. w swoim biegu | → Nie awansował | → Nie awansował  | → Nie awansował | → Nie awansował |
| Bieg na 100 m    | Václav Labík-Gregan     | nieznany   | 3-5. w swoim biegu | → Nie awansował | → Nie awansował  | → Nie awansował | → Nie awansował |
| Bieg na 200 m    | Václav Labík-Gregan     | nieznany   | 4. w swoim biegu   | → Nie awansował | → Nie awansował  | → Nie awansował | → Nie awansował |
| Bieg na 400 m    | Václav Labík-Gregan     | nieznany   | 4. w swoim biegu   | → Nie awansował | → Nie awansował  | → Nie awansował | → Nie awansował |
| Bieg na 800 m    | Zdeněk Městecký         | DNF        | DNF                | → Nie awansował | → Nie awansował  | → Nie awansował | → Nie awansował |
| Bieg na 10 000 m | Vladimír Penc           | DNF        | DNF                |                 |                  | → Nie awansował | → Nie awansował |
| Maraton          | Vladimír Penc           |            |                    |                 |                  | DNF             | DNF             |
| Maraton          | František Slavík        |            |                    |                 |                  | DNF             | DNF             |
| Maraton          | Bohumil Honzátko        |            |                    |                 |                  | DNF             | DNF             |
| Chód na 10 km    | Rudolf Richter          | DNF        | DNF                |                 |                  | → Nie awansował | → Nie awansował |
| Skok o tyczce    | Jindřich Jirsák         | 3,00 m     | 23.                |                 |                  | → Nie awansował | → Nie awansował |
| Pchnięcie kulą   | František Janda-Suk     | 11,15 m    | 15.                |                 |                  | → Nie awansował | → Nie awansował |
| Rzut dyskiem     | František Janda-Suk     | 38,31 m    | 17.                |                 |                  | → Nie awansował | → Nie awansował |
| Rzut dyskiem     | Miroslav Šustera        | 31,83 m    | 38.                |                 |                  | → Nie awansował | → Nie awansował |

### Szermierka
Królestwo Czech w szermierce reprezentowało trzynastu zawodników, z czego trzech jedynie w turniejach drużynowych. Najstarszym zawodnikiem wśród szermierzy był Vilém Goppold von Lobsdorf – podwójny brązowy medalista z igrzysk w Londynie w 1908 roku. We florecie najwyższą lokatę indywidualnie zajął Vilém Tvrzský, który dotarł do półfinału. Najwyższą lokatę indywidualnie w szpadzie zajęli ex aequo: Zdeněk Vávra, Miloš Klika, František Kříž oraz Vilém Goppold Jr. – wszyscy dotarli do półfinału. Do tego etapu dotarła także drużyna szpadzistów. W turnieju indywidualnym szablistów wystartowało dwóch zawodników: Josef Javůrek i Zdeněk Bárta, lecz oboje wzięli udział jedynie w pierwszej rundzie. W turnieju drużynowym szablistów, Czesi dotarli do finału zajmując czwarte miejsce, po przegranej z drużynami Austrii, Węgier i Holandii.

#### Zawodnicy
- Vilém Tvrzský
- Vilém Goppold Jr.
- Josef Pfeiffer
- Miloš Klika
- Josef Javůrek
- Zdeněk Vávra
- František Kříž
- Karel Goppold
- Zdeněk Bárta
- Vilém Goppold von Lobsdorf
- Bedřich Schejbal
- Josef Čipera
- Otakar Švorčík[4]

##### Turnieje indywidualne
| Konkurencja | Zawodnik          | Runda I         | Ćwierćfinał     | Półfinał        | Finał           | Finał           |
| Konkurencja | Zawodnik          | Walki przegrane | Walki przegrane | Walki przegrane | Walki przegrane | Miejsce         |
| ----------- | ----------------- | --------------- | --------------- | --------------- | --------------- | --------------- |
| Floret      | Vilém Tvrzský     | 1 Q             | 1 Q             | 4               | → Nie awansował | → Nie awansował |
| Floret      | Vilém Goppold Jr. | 2 Q             | 3               | → Nie awansował | → Nie awansował | → Nie awansował |
| Floret      | Josef Pfeiffer    | 2 Q             | 5               | → Nie awansował | → Nie awansował | → Nie awansował |
| Floret      | Miloš Klika       | 3               | → Nie awansował | → Nie awansował | → Nie awansował | → Nie awansował |
| Floret      | Josef Javůrek     | 3               | → Nie awansował | → Nie awansował | → Nie awansował | → Nie awansował |
| Floret      | Zdeněk Vávra      | 5               | → Nie awansował | → Nie awansował | → Nie awansował | → Nie awansował |
| Floret      | František Kříž    | 5               | → Nie awansował | → Nie awansował | → Nie awansował | → Nie awansował |
| Szpada      | Zdeněk Vávra      | 1 Q             | 1 Q             | 4               | → Nie awansował | → Nie awansował |
| Szpada      | Miloš Klika       | 3 Q             | 2 Q             | 5               | → Nie awansował | → Nie awansował |
| Szpada      | František Kříž    | 2 Q             | 1 Q             | 5               | → Nie awansował | → Nie awansował |
| Szpada      | Vilém Goppold Jr. | 1 Q             | 1 Q             | 4               | → Nie awansował | → Nie awansował |
| Szpada      | Karel Goppold     | 2 Q             | 4               | → Nie awansował | → Nie awansował | → Nie awansował |
| Szpada      | Zdeněk Bárta      | 1 Q             | 4               | → Nie awansował | → Nie awansował | → Nie awansował |
| Szpada      | Josef Javůrek     | 4               | → Nie awansował | → Nie awansował | → Nie awansował | → Nie awansował |
| Szpada      | Josef Pfeiffer    | 4               | → Nie awansował | → Nie awansował | → Nie awansował | → Nie awansował |
| Szpada      | Vilém Tvrzský     | DQ              | → Nie awansował | → Nie awansował | → Nie awansował | → Nie awansował |
| Szabla      | Josef Javůrek     | 1 Q             | DNF             | DNF             | DNF             | DNF             |
| Szabla      | Zdeněk Bárta      | 3               | → Nie awansował | → Nie awansował | → Nie awansował | → Nie awansował |

##### Turnieje drużynowe
| Konkurencja | Zawodnicy                                                                              | Ćwierćfinał  | Ćwierćfinał | Półfinał                                        | Półfinał | Finał                                            | Finał            |
| Konkurencja | Zawodnicy                                                                              | Przeciwnik   | Miejsce     | Przeciwnik                                      | Miejsce  | Przeciwnik                                       | Miejsce          |
| ----------- | -------------------------------------------------------------------------------------- | ------------ | ----------- | ----------------------------------------------- | -------- | ------------------------------------------------ | ---------------- |
| Szpada      | Vilém Goppold von Lobsdorf Vilém Goppold Jr. Josef Pfeiffer František Kříž             | Norwegia 1:0 | 1 Q         | Dania 0:1 · Wielka Brytania 0:1 · Holandia 0:1  | 4        | → Nie awansowali                                 | → Nie awansowali |
| Szabla      | Josef Pfeiffer Vilém Goppold von Lobsdorf Bedřich Schejbal Josef Čipera Otakar Švorčík | Wolny los    | Wolny los   | Belgia 1:0 · Wielka Brytania 1:0 · Holandia 1:0 | 1        | Cesarstwo Austrii 0:1 · Węgry 0:1 · Holandia 0:1 | 4                |

### Tenis ziemny
Królestwo Czech w tenisie ziemnym reprezentowało ośmiu zawodników w turniejach singlowych oraz trzy pary w turnieju deblowym. W grze pojedynczej na otwartym korcie najlepsze miejsce zajął Ladislav Žemla osiągając czwartą lokatę. Pozostałymi zawodnikami z Czech w tym turnieju byli: Josef Šebek, Karel Robětín, Bohuslav Hykš, Jaroslav Just, Jaromír Zeman oraz Jiří Kodl, jednakże żaden z nich nie dotarł do meczów ćwierćfinałowych. W grze singlowej w hali wystartowało dwóch zawodników: Jaroslav Hainz zakończył turniej w 1/32 finału, a Karel Robětín w ćwierćfinale. W turnieju deblowym na otwartym korcie wzięły udział trzy pary: Žemla/Just, Šebek/Hykš oraz Zeman/Robětín. Najwyższe miejsce zajęła pierwsza z wymienionych par – zdobyła czwarte miejsce.

#### Zawodnicy
- Ladislav Žemla
- Josef Šebek
- Karel Robětín
- Bohuslav Hykš
- Jaroslav Just
- Jaromír Zeman
- Jiří Kodl
- Jaroslav Hainz[4]

| Konkurencja                     | Zawodnik                     | 1/128 finału          | 1/64 finału              | 1/32 finału                    | 1/16 finału                   | Ćwierćfinał              | Półfinał                    | Finał/Mecz o trzecie miejsce |
| Konkurencja                     | Zawodnik                     | Rywal                 | Rywal                    | Rywal                          | Rywal                         | Rywal                    | Rywal                       | Rywal                        |
| ------------------------------- | ---------------------------- | --------------------- | ------------------------ | ------------------------------ | ----------------------------- | ------------------------ | --------------------------- | ---------------------------- |
| Turniej singlowy (kort otwarty) | Ladislav Žemla               |                       | Walkower                 | Walkower                       | Lionel Tapscott W 3:2         | Otto von Müller W 3:0    | Harold Kitson P 2:3         | Oscar Kreuzer P 1:3          |
| Turniej singlowy (kort otwarty) | Josef Šebek                  |                       | Walkower                 | Willem Stibolt W 3:0           | Arthur Zborzil P 1:3          | → Nie awansował          | → Nie awansował             | → Nie awansował              |
| Turniej singlowy (kort otwarty) | Karel Robětín                |                       | Walkower                 | Arthur Zborzil P 0:3           | → Nie awansował               | → Nie awansował          | → Nie awansował             | → Nie awansował              |
| Turniej singlowy (kort otwarty) | Bohuslav Hykš                |                       | François Blanchy P 0:3   | → Nie awansował                | → Nie awansował               | → Nie awansował          | → Nie awansował             | → Nie awansował              |
| Turniej singlowy (kort otwarty) | Jaromír Zeman                |                       | Charles Wennergren P 0:3 | → Nie awansował                | → Nie awansował               | → Nie awansował          | → Nie awansował             | → Nie awansował              |
| Turniej singlowy (kort otwarty) | Jaroslav Just                | Walkower              | Robert Spies P 2:3       | → Nie awansował                | → Nie awansował               | → Nie awansował          | → Nie awansował             | → Nie awansował              |
| Turniej singlowy (kort otwarty) | Jiří Kodl                    | Lionel Tapscott P 0:3 | → Nie awansował          | → Nie awansował                | → Nie awansował               | → Nie awansował          | → Nie awansował             | → Nie awansował              |
| Turniej singlowy (kort kryty)   | Karel Robětín                |                       |                          |                                | Walkower                      | Charles Dixon P 0:3      | → Nie awansował             | → Nie awansował              |
| Turniej singlowy (kort kryty)   | Jaroslav Hainz               |                       |                          | Johan Kempe P 1:3              | → Nie awansował               | → Nie awansował          | → Nie awansował             | → Nie awansował              |
| Turniej deblowy (kort otwarty)  | Ladislav Žemla Jaroslav Just |                       |                          | W. Stibolt B. Angell W 3:0     | R. Peterson C. Langaard W 3:0 | R. Spies L. Heyden W 3:0 | H. Kitson Ch. Wonslow P 1:3 | A. Canet É. Mény P 0:3       |
| Turniej deblowy (kort otwarty)  | Josef Šebek Bohuslav Hykš    |                       |                          | A. Thayssen A. Madsen P 0:3    | → Nie awansowali              | → Nie awansowali         | → Nie awansowali            | → Nie awansowali             |
| Turniej deblowy (kort otwarty)  | Karel Robětín Jaromír Zeman  |                       |                          | B. Kehrling J. Zsigmondy P 1:3 | → Nie awansowali              | → Nie awansowali         | → Nie awansowali            | → Nie awansowali             |

### Wioślarstwo
Królestwo Czech w wioślarstwie reprezentował jeden zawodnik. Jan Šourek wystartował w jednej konkurencji – wyścigu jedynek. W wyścigu eliminacyjnym ścigał się z Duńczykiem Mikaelem Simonsenem, jednak nie ukończył wyścigu. Był to jedyny zawodnik startujący w konkurencjach wioślarskich w historii startów Królestwa Czech na igrzyskach olimpijskich.

#### Zawodnicy
- Jan Šourek[4]

| Wydarzenie | Zawodnik   | Eliminacje | Eliminacje | Ćwierćfinał     | Ćwierćfinał     | Półfinał        | Półfinał        | Finał           | Finał           |
| Wydarzenie | Zawodnik   | Czas       | Miejsce    | Czas            | Miejsce         | Czas            | Miejsce         | Czas            | Miejsce         |
| ---------- | ---------- | ---------- | ---------- | --------------- | --------------- | --------------- | --------------- | --------------- | --------------- |
| Jedynki    | Jan Šourek | DNF        | DNF        | → Nie awansował | → Nie awansował | → Nie awansował | → Nie awansował | → Nie awansował | → Nie awansował |

### Zapasy
Na igrzyskach w Sztokholmie Czechy reprezentowało czterech zawodników. Wszyscy startowali w turniejach w stylu klasycznym, gdyż walki odbywały się jedynie w tej formie. Turnieje rozgrywały się według zasady "do dwóch przegranych", tzn. zawodnik z dwiema przegranymi na koncie odpadał z dalszej rywalizacji. Najlepszy wynik należy do Jana Baleja, który był najbliżej przedostanie się do rywalizacji finałowej. Oprócz niego startowali także: Josef Beránek, Karel Halík oraz František Kopřiva. Wszyscy zawodnicy reprezentowali Czechosłowację na igrzyskach w Antwerpii w 1920 roku.

#### Zawodnicy
- Jan Balej
- Josef Beránek
- Karel Halík
- František Kopřiva[4]

| Konkurencja    | Zawodnik          | Runda I                         | Runda II              | Runda III                | Runda IV                       | Runda V          | Runda VI               | Finał           |
| Konkurencja    | Zawodnik          | Rywal                           | Rywal                 | Rywal                    | Rywal                          | Rywal            | Rywal                  | Rywal           |
| -------------- | ----------------- | ------------------------------- | --------------------- | ------------------------ | ------------------------------ | ---------------- | ---------------------- | --------------- |
| Waga piórkowa  | Josef Beránek     | Christian Arnesen P 0:10        | Wolny los             | Pawieł Pawłowicz W 1:0   | Kalle Leivonen P 30:1 (upadek) | → Nie awansował  | → Nie awansował        | → Nie awansował |
| Waga lekka     | Jan Balej         | William Ruff W 21:0             | Wolny los             | Richard Frydenlund W 8:0 | Gottfrid Svensson W 16:0       | Emil Väre P 0:28 | Edvin Mathiasson P 0:1 | → Nie awansował |
| Waga lekka     | Karel Halík       | Bror Flygare P 0:20             | Awgust Kippasto W 2:0 | Armas Laitinen P 0:5     | → Nie awansował                | → Nie awansował  | → Nie awansował        | → Nie awansował |
| Waga półciężka | František Kopřiva | Johan Andersson P 30:6 (upadek) | Ernst Nilsson P 0:53  | → Nie awansował          | → Nie awansował                | → Nie awansował  | → Nie awansował        | → Nie awansował |

### Olimpijski konkurs sztuki i literatury
Jedynym reprezentantem Czech w olimpijskim konkursie sztuki był Otakar Španiel, późniejszy rektor praskiej ASP oraz twórca pierwszych czechosłowackich monet. Startował w konkursie rzeźbiarskim.